# 让子弹飞
《让子弹飞》（英語：Let the Bullets Fly）是2010年上映的一部中國大陸剧情片，由姜文執導，為「姜文北洋三部曲」的首部曲。本片有普通话、四川话两个主要版本，主要演员有姜文、周润发、葛优、刘嘉玲以及陈坤等。该片的中国总票房为6.59亿元人民币。

## 簡介
电影改編自四川作家马识途的长篇小说《夜谭十记》中的第三记《盗官记》一节，片長約2小時12分。电影中以辛亥革命後的北洋時代初期為背景，並以鴻門宴和小鳳仙作為戲中题材。

## 剧情
故事发生在1920年北洋年间中国南方（被俗稱南國），马邦德（葛优 饰）花钱買官，购得「薩南康省」的县长一职，坐马车铁路赴任途中遭馬匪张麻子（姜文 饰）一行人伏击，馬車因馬匹脫韁而脱轨坠河，汤师爷（冯小刚 饰）和车上负责护送的新軍衛隊悉数丧命。张麻子向马邦德勒索钱财，马邦德谎称县长已死，自称汤师爷，让张麻子前往「鹅城县」出任县长，方能去貪腐把钱财弄到手，而麻子最後同意了。
鹅城素稱難治，宣統退位不過八年即已換了五十一個縣長（平均約兩個月就換一個）。张麻子到鹅城后，从马邦德口中得知鹅城的前几任县长向百姓收税，甚至預收到九十年後的2010年，其實是貪汙。縣長訛到了錢之後，都給本地恶霸黄四郎（周润发 饰）分成。黄家是本地的土豪，已經是五代稱霸，從事鴉片買賣、人口販賣，也幫北洋高官劉都統運送鴉片，膽大包天，假裝劫匪搶劫劉都統的鴉片。张麻子则明确表示不搜刮穷人的钱。
张麻子讓養子小六子（或稱老六，张默 饰）把衙門前的「冤鼓」從雜草中找出來，讓民眾擊鼓鳴冤。結果雜草太多，冤鼓飛出來，一個涼粉攤販孫守義（胡明 饰）為躲避冤鼓，撞上了黄府团练教头武智冲（姜武 饰），武智冲為人狂妄，自命是前清「光緒帝欽點的武舉人」（事實上，進士才是皇帝欽點；舉人不是），常常欺壓善良，把孫守義踢上冤鼓，把鼓給打破了，张麻子在官府主持了公道，讓老七等人打了武智冲一頓。黄四郎为报复张麻子，指派武智冲、胡萬、孫守義陷害小六子，說小六子吃了两碗涼粉只给了一碗的钱。小六子为自证清白，选择切腹自盡，证實腹中確實只有一碗涼粉。
张麻子等人发誓要为老六报仇。当晚，黄四郎邀张麻子赴宴。宴中，黄四郎告诉县长说张麻子经常劫他的货，要提供钱财帮助县长剿匪。黄四郎把武智冲、胡萬、孫守義三人綁著，逼他們自殺向張麻子賠罪，事實上黄四郎只殺了孫守義。散宴前，黄四郎给了张麻子两颗宝石，马邦德趁张麻子酒醉时将宝石偷到手。张麻子回到家中后，黄四郎派人假扮成麻匪槍殺县长，张麻子因睡在马邦德房中逃过一劫，但县长夫人（刘嘉玲 饰）當場中彈身亡。
张麻子稱县长夫人是為了本縣而死，找了一個敲著木魚念《聖經》的神父舉辦葬礼，並勒令所有仕绅到场。另一面亦让手下以麻匪的身分，将黄四郎和城南两大家族的族長绑架索要赎金，才发现「抓走的黄四郎」其实是替身杨万楼，所以四郎根本不給錢。张麻子收到两大家族的赎金后，释放了两人，留下了杨万楼。让手下把赎金都散发给穷人。这时，张麻子手下的麻匪真实身份被黄府的妓女花姐（周韵 饰）发现。花姐被抓回去后决定留下来当麻匪，负责看管杨万楼。
马邦德的前妻（苗圃 饰）带着一個高大魁梧的「八歲孩子」来找马邦德，说马邦德八年前在山西开矿时對他騙財騙色，還因此懷孕生下孩子，张麻子把两颗宝石给了她。不久，黄四郎再度派人假扮成麻匪，与张麻子的手下火拚。黄四郎手下全部被杀死，张麻子特意將所有蒙面劫匪的麻將面罩打開，原來都是黃家的團練家丁。黄四郎为了避免暴露自己和假麻匪的关系，只得同意三天之后出资銀元一百八十万给张麻子出城剿匪。
黄四郎派人到省政府找到了鵝城縣長的照片，發現張麻子根本是冒牌的，反而湯師爺才是鵝城縣長。馬邦德於是說，自己因為差點被麻匪刺殺，所以讓自己的外甥當替身。張麻子見狀也喊马邦德「三舅」。黄四郎向張麻子要求放了自己的替身杨万楼，張麻子卻說「已經撕票了」，黄四郎一怒之下說，自己已經買了六個縣的縣長委任狀，願意分給马邦德三個縣，條件是马邦德必須幫助自己「剿匪」，要叫张麻子带兵出城，好向另外兩大家族訛詐錢財。
誓師過後，马邦德於张麻子带兵出城途中向其坦白，他本是想去富裕的「康城」而非凶險的「鵝城」，語畢即遭到黄四郎指派的假麻匪偷袭，交战中發現之前被派出接應的老二（邵兵 饰）被杀並綁在氣球上辱屍。幾番槍戰後假麻子（胡军 饰）被俘，拷問之下坦承受黃四郎指使辦事，更曾暗殺過五任鹅城縣長。马邦德此時赫然认出了装宝石的匣子，逼问假麻子。假麻子说是杀了两个人到手的，马邦德知道妻小遇難，悲痛之中驾马车想回山西，被黄四郎预先埋下的炸彈炸死。張麻子憤然槍殺來不及提示馬邦德的假麻子。马邦德臨死前將自身的多張縣長委任狀贈與張麻子，但來不及向張坦白其最後兩個秘密即盍然長逝。
张麻子决心报仇，回到鹅城向黄四郎宣战，先把大批銀兩散發給百姓，百姓取了之後，又乖乖繳回給黃四郎。张麻子又拿出大量步枪、子弹散發给百姓，並向百姓們說：「槍在手，跟我走，殺四郎，搶碉樓！」百姓們拿了槍，卻因害怕黃四郎的威勢，也不願意跟隨张麻子。张麻子知道百姓只想坐觀成敗。於是假装进攻黄府，其實只是四個人提著槍在黃府鐵門上亂打一通，就自稱勝利。
張麻子抬出杨万楼遊街，親自斬殺了杨万楼，並將杨万楼首級示眾，杨万楼非常神似黄四郎，鹅城百姓認為黄四郎已死，自己不會遭到報復，纷纷举枪追随张麻子把黄府攻陷。张麻子想要賜死真正的黄四郎，並給了他一把槍，真四郎最后拋出說要送給張麻子的帽子後，引爆地雷自杀，把黃府給炸了。
最後老三替老二娶了花姐，其他剩餘的弟兄也都向張麻子告別前往浦東，片尾張麻子身騎白馬，走在當初劫火車的那條軌道上，後面兄弟們坐在火車上。花姐問老三去上海還是浦東，老三回答：“上海就是浦東，浦東就是上海！”在張麻子的注視下，車尾儼然出現了一個白袍的身影，不知是黄四郎還是马邦德，接著張麻子騎馬加速跟著火車，電影結束。

## 製作人員
- 出品人：韩三平、杨受成、马珂、周莉、董平、何世平、利雅博
- 制作人：赵海成、董韵诗、赵非、马珂、利雅博
- 监制：尹红波、史东明、韩三平
- 原著：马识途
- 导演：姜文
- 副导演：吴熙国、危笑、哈拉朔、李泊梵、魏一博、任思扬、李咏麟
- 编剧：朱苏进、姜文、李不空、危笑、述平、郭俊立
- 摄影：赵非、李强、董大欣
- 配乐：久石让、舒楠
- 剪辑：姜文、曹俊杰
- 道具：王欣、胡德印、高海军、郭振兴、牛敬国
- 配音导演：宣晓鸣
- 美术设计：于庆华、高亦光、黄家能
- 动作指导：薛春炜
- 造型设计：张叔平
- 服装设计：吕凤珊、郭碧茵
- 录音：毛硕、张更、温波
- 发行：中国电影集团发行放映分公司、英皇电影发行有限公司、东阳不亦乐乎影业有限公司

## 演出人員
馬匪縣衙
| 演員   | 角色           | 備註 |
| 姜文   | 張牧之         | 講武堂畢業，早年是蔡松坡幕府中的手槍隊長，蔡松坡死後，流落江湖，成為馬匪，人稱「張麻子」，馬匪（麻匪）首領，智勇雙全、霸氣外露。因劫車無獲，假扮新縣長到鵝城任官，在縣內幫助百姓鬥倒土豪惡霸黃四郎後，與其他弟兄分道揚鑣。 |
| 葛優   | 馬邦德         | 本為劇作家，買官擔任康城、鵝城等六個縣的新任縣長，被張麻子所劫，假扮湯師爺，以躲避殺身之禍，周旋在黃四郎與張麻子之間求存，後來誤踩地雷被炸死，臨死前勸告張麻子不要重回鵝城。                                               |
| 邵兵   | 老二           | 張麻子手下，受張麻子之令出城後被假麻子逮住殺死。 |
| 廖凡   | 老三           | 張麻子手下，愛上花姐，鬥倒黃四郎後離開張麻子，隨花姐到浦东。 |
| 杜奕衡 | 老四           | 張麻子手下，隨老三等人，離開張麻子到上海浦东。 |
| 李靜   | 老五           | 張麻子手下，隨老三等人，離開張麻子到上海浦东。 |
| 張默   | 小六子（老六） | 張麻子一名手下的遺腹子，後被張麻子收為養子，被胡萬用計逼迫，切腹自殺。 |
| 危笑   | 老七           | 張麻子手下，心向麻子，把兄弟們想隨花姐到上海一事告訴張麻子後，也隨其他兄弟到上海。 |
| 冯小刚 | 湯師爺         | 馬邦德師爺，隨馬邦德就任途中，遭到張麻子劫車而死。 |
| 劉嘉玲 | 縣長夫人       | 馬邦德之妻，原為一青樓女子，出錢給馬邦德買官當縣長。在胡萬偷襲張麻子於縣長床上開槍時喪生。 |

惡霸黃家
| 演員           | 角色       | 備註 |
| 周潤發         | 黄四郎     | 鵝城惡霸，與張麻子鬥智鬥勇，最後慘敗，五代家業化為烏有。最後在自家碉樓引爆地雷自殺而亡。                     |
| 周潤發、王強新 | 楊萬樓     | 黃四郎之替身，被張麻子斬首，以震懾畏懼四郎的民眾。                                                           |
| 楊銳           | 胡百       | 黃四郎手下。                                                                                                 |
| 姚橹           | 胡千       | 黃四郎的軍師，盡出餿主意，最後被武智沖用楊萬樓的人頭打死。                                                   |
| 陳坤           | 胡萬       | 黃府管家，冷靜殘酷，用計逼小六子切腹自殺，後來偷襲張麻子的時候被張麻子弟兄抓到，問話結束後被張麻子槍斃而死。 |
| 周韵           | 花姐       | 被黃四郎買來的青樓女子，張麻子、老二、老三都愛上她，最後與麻匪一眾前往上海浦東。                             |
| 姜武           | 武智沖     | 黃府團練教頭，自稱為清光緒三十一年的武舉人。後倒戈張麻子一行人。                                             |
| 胡軍           | 假麻子     | 黃四郎指派的假麻子，頭腦不靈光，牆頭草，曾經殺死四任縣長，因不小心害馬邦德死於地雷，被張麻子一槍爆頭致死。   |
| 白冰           | 黛玉晴雯子 | 黃府婢女。                                                                                                   |

- 片尾演員列表中記載，「楊萬樓」一角分別由周潤發及王強新演出。

一般百姓
| 演員 | 角色       | 備註                                                   |
| 胡明 | 孫守義     | 涼粉販子。                                             |
| 苗圃 | 馬邦德前妻 | 馬邦德在陝西的前妻，育有一子，與其子一同被假麻子殺死。 |
| 趙銘 | 民女       | 遭假麻匪凌辱的女子                                     |

## 取景地点
“吃着火锅唱着歌”部分是在北京怀柔琉璃庙镇青石岭村附近拍摄。影片中“鹅城”的主要拍摄地点是在广东省江门市台山的水步镇冈宁墟和端芬镇梅家大院。自2009年12月开始，剧组开始进驻台山取景拍摄。为了让效果更加真实，剧组把冈宁墟和梅家大院的部分楼房仿照20世纪20年代的风格进行了翻新。
影片中黄四郎的家则是在江门市的开平自力村拍摄的，当地的碉楼属于世界文化遗产开平碉楼与村落的一部分，剧组在此取景拍摄了近2个月。影片公映後，开平碉楼游客量激增。

## 主題曲
「The sun also rises（太陽照常升起）」
作曲：久石讓，專輯：《太陽照常升起》

## 票房
《让子弹飞》总票房为6.59亿人民币。該片在香港反響熱烈，但台灣票房僅賣96萬新台幣。
| 上一届： 《赵氏孤儿》  | 2010年中国大陆一周票房冠军 第52周 | 下一届： 《非诚勿扰2》 |
| 上一届： 《非诚勿扰2》 | 2011年中国大陆一周票房冠军 第2周  | 下一届： 《创：战纪》  |
| 上一届： 《機密邂逅》  | 2011年香港一週票房冠軍 第3週      | 下一届： 《新少林寺》  |

## 轶事
影片在故事、导演、表演、剪辑等各方面获得普遍赞誉。中国大陸評論者主要焦點在於认为片中含有大量政治隐喻与明示，且可与時事新聞切實貼合，而《讓子彈飛》本身亦成为中国大陆的网络迷因。
2009年10月24日，前中国领导人、中共中央总书记江泽民视察国家中影数字制作基地时，曾到《让子弹飞》剧组探班，并和姜文交谈留影。

## 獲獎
| 年份   | 頒獎典禮                   | 獎項                 | 名字                                     | 結果 |
| ------ | -------------------------- | -------------------- | ---------------------------------------- | ---- |
| 2011年 | 第十一届华语电影传媒大奖   | 最佳导演             | 姜文                                     | 獲獎 |
| 2011年 | 第十一届华语电影传媒大奖   | 最佳男主角           | 葛优                                     | 獲獎 |
| 2011年 | 第十一届华语电影传媒大奖   | 百家传媒年度致敬电影 | 《讓子彈飛》                             | 獲獎 |
| 2011年 | 第18屆香港電影評論學會大獎 | 最佳電影             | 《讓子彈飛》                             | 提名 |
| 2011年 | 第18屆香港電影評論學會大獎 | 最佳導演             | 姜文                                     | 獲獎 |
| 2011年 | 第18屆香港電影評論學會大獎 | 最佳編劇             | 朱蘇進、述平、姜文、郭俊立、危笑、李不空 | 提名 |
| 2011年 | 第18屆香港電影評論學會大獎 | 最佳男演員           | 葛優                                     | 提名 |
| 2011年 | 第18屆香港電影評論學會大獎 | 推薦電影             | 《讓子彈飛》                             | 獲獎 |
| 2011年 | 第48屆金馬獎               | 最佳劇情片           | 《讓子彈飛》                             | 提名 |
| 2011年 | 第48屆金馬獎               | 最佳導演             | 姜文                                     | 提名 |
| 2011年 | 第48屆金馬獎               | 最佳男主角           | 葛優                                     | 提名 |
| 2011年 | 第48屆金馬獎               | 最佳女配角           | 劉嘉玲                                   | 提名 |
| 2011年 | 第48屆金馬獎               | 最佳改編劇本         | 朱蘇進、述平、姜文、郭俊立、危笑、李不空 | 獲獎 |
| 2011年 | 第48屆金馬獎               | 最佳攝影             | 趙非                                     | 獲獎 |
| 2011年 | 第48屆金馬獎               | 最佳視覺效果         | 謝伊文、黃宏達                           | 提名 |
| 2011年 | 第48屆金馬獎               | 最佳造型設計         | 張叔平                                   | 提名 |
| 2011年 | 第48屆金馬獎               | 最佳音效             | 王鋼、溫波                               | 提名 |
| 2011年 | 第5屆亞洲電影大獎          | 最佳造型设计奖       |                                          | 獲獎 |
| 2012年 | 香港电影导演会年度大奖     | 年度推介电影         |                                          | 獲獎 |
| 2012年 | 香港电影导演会年度大奖     | 年度傑出導演         | 姜文                                     | 獲獎 |
| 2012年 | 第31屆香港電影金像獎       | 最佳電影             | 《讓子彈飛》                             | 提名 |
| 2012年 | 第31屆香港電影金像獎       | 最佳導演             | 姜文                                     | 提名 |
| 2012年 | 第31屆香港電影金像獎       | 最佳編劇             | 朱蘇進、述平、姜文、郭俊立、危笑、李不空 | 提名 |
| 2012年 | 第31屆香港電影金像獎       | 最佳男主角           | 姜文                                     | 提名 |
| 2012年 | 第31屆香港電影金像獎       | 最佳男主角           | 葛優                                     | 提名 |
| 2012年 | 第31屆香港電影金像獎       | 最佳女配角           | 劉嘉玲                                   | 提名 |
| 2012年 | 第31屆香港電影金像獎       | 最佳攝影             | 趙非                                     | 提名 |
| 2012年 | 第31屆香港電影金像獎       | 最佳剪接             | 姜文、曹偉俊                             | 提名 |
| 2012年 | 第31屆香港電影金像獎       | 最近美術指導         | 黃家能、于慶華、高亦光                   | 提名 |
| 2012年 | 第31屆香港電影金像獎       | 最佳服裝造型設計     | 張叔平                                   | 獲獎 |
| 2012年 | 第31屆香港電影金像獎       | 最佳動作設計         | 薛春煒、李忠志                           | 提名 |
| 2012年 | 第31屆香港電影金像獎       | 最佳音響效果         | 溫波、王鋼                               | 提名 |
| 2012年 | 第31屆香港電影金像獎       | 最佳視覺效果         | 黃宏達、謝伊文                           | 提名 |